# Toolbrunup

Toolbrunup es el tercer pico más alto de la Cordillera Stirling de Australia, el segundo pico más alto es Pyungoorup. El camino a la cima del Toolbrunup es considerado como el mejor en la Cordillera Stirling. Las vistas desde la cima son excelentes, ya que existen varios afloramientos rocosos muy llamativos que proveen un paisaje espectacular.
Toolbrunup está compuesto de sedimentos depositados durante el período Ediacariano y más tarde se metamorfosearon a cuarcitas y esquistos. Esas formaciones de rocas fueron plegadas posteriormente durante el movimiento de las rocas en las estructuras subterráneas.